# Isidor von Kiew

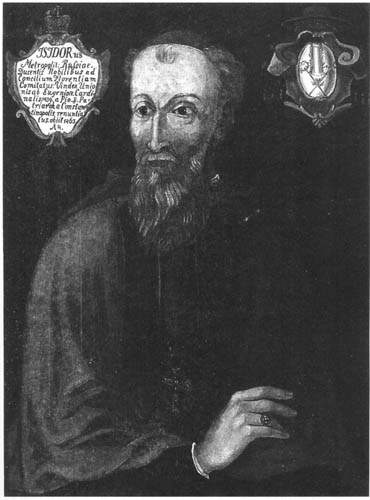
Patriarch Isidor (Gemälde)

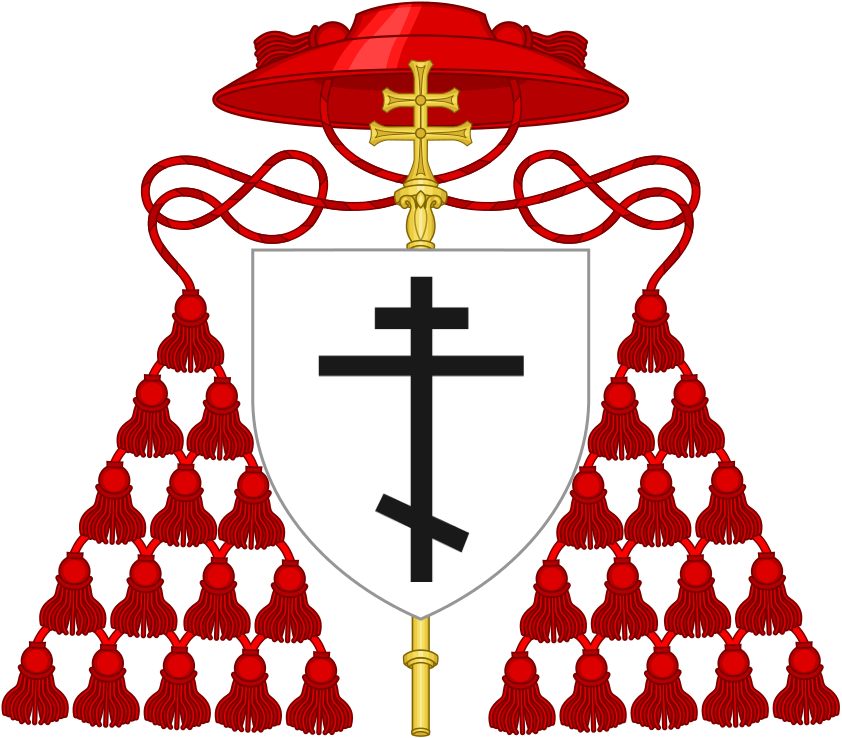
Kardinalswappen (modernes Schema)

Isidor von Kiew (* zwischen 1380 und 1390 in Thessaloniki, Byzantinisches Reich; † 27. April 1463 in Rom, Kirchenstaat) bzw. Isidoros, in Süd- und Westeuropa auch bekannt als Isidor von Thessaloniki, war ein griechischer Bischof, Gelehrter und Kirchenpolitiker im 15. Jahrhundert sowie Anhänger der Kirchenunion von Florenz und Kardinal.

## Isidor von Thessaloniki
Als Isidor gegen Ende des 14. Jahrhunderts geboren wurde, stand seine Geburtsstadt Thessaloniki bereits erstmals kurzzeitig unter Herrschaft der osmanischen Türken (1387–1391, 1394–1402, endgültig 1430–1912). Der Sohn griechischer oder hellenisierter bulgarischer Eltern erhielt eine umfassende klassische Ausbildung in Konstantinopel, wurde Priestermönch und 1433–1436 Abt des Konstantinopler Demetriosklosters. 1434 wurde er als Mitglied und Sprecher einer griechischen Gesandtschaft von Kaiser Johannes VIII. zum Konzil von Basel gesandt, um die Union mit den Lateinern vorzubereiten und die Unterstützung des Abendlandes im Kampf gegen die Türken zu gewinnen.

## Isidor von Moskau
1437 wurde Isidor vom Ökumenischen Patriarchen Joseph II. zum Metropoliten von Kiew und ganz Russland bestimmt (mit Sitz in Moskau). Sein 1437 unterlegener Gegenkandidat war der vom Großfürsten Wassili II. geförderte Russe Jona, Bischof von Rjasan (ab 1448 Metropolit von Moskau). Isidor trat sein Amt in Moskau am 2. April 1437 an. Schon am 8. September 1437 reiste er ab, um am Konzil von Ferrara-Florenz teilzunehmen. Mit Kaiser Johannes VIII., Patriarch Joseph II., zahlreichen orthodoxen Bischöfen, darunter Metropolit Bessarion von Nikaia, einer griechischen und einer von Isidor geleiteten russischen Delegation nahm der Metropolit 1438 an den Arbeiten des Konzils teil. Dort entzweite er sich bald mit seinen russischen Reisebegleitern wegen seiner Parteinahme für die vom byzantinischen Kaiser gewünschte und herbeigeführte Kirchenunion, die schließlich vom nach Florenz umgezogenen Konzil am 5. Juli 1439 unterzeichnet und am folgenden Tag proklamiert wurde. Isidors Achtung auch gegenüber der lateinischen Kultur und der römischen Kirche fand keine Mehrheit unter orthodoxen griechischen oder slawischen Gläubigen. Im Westen lehnten die Anhänger des Konzils von Basel (tätig bis 1449), darunter die katholischen Bischöfe in Polen-Litauen, die Florentiner Union ab.
Papst Eugen IV. ernannte Isidor am 17. August 1439 zum Legaten a latere für Litauen, Livland, Polen und ganz Russland. Im Konsistorium vom 18. Dezember 1439 erhob er Isidor schließlich zum Kardinal der römischen Kirche. Von Budapest aus schrieb Isidor als päpstlicher Legat 1440 eine Botschaft an Russen, Serben und Wallachen zugunsten der Union von Florenz, die auf dem Prinzip der Gleichheit zwischen lateinischem und griechischem Glauben und Ritus beruhe und sie auch verwirklichen solle. Im westlichen Teil der russischen Metropolie, auch in Kiew, führte Isidor die Union nicht ohne Widerstände ein. Bei seiner Ankunft (19. März 1441) in Moskau proklamierte er im Kreml die Kirchenunion, wurde daraufhin vom Großfürsten Wassili II. und einer Bischofsversammlung verurteilt und ins Gefängnis gesteckt, durfte aber am 15. September 1441 ‚fliehen‘, wurde in Twer erneut für einige Monate inhaftiert und konnte nach zwischenzeitlichem Wirken in Polen 1443 Rom erreichen. Schon im August 1443 sandte ihn Papst Nikolaus V. als Legat für Griechen und Slawen erneut in den Osten. In Konstantinopel nahm Isidor am 12. Dezember 1452 an der aufwendigen liturgischen Proklamation der Kirchenunion in der Hagia Sophia teil und sodann 1453 auch an der militärischen Verteidigung der Stadt gegen die osmanische Belagerung.
Isidor war der letzte griechische Metropolit im Großfürstentum Moskau, das kirchlich ab 1448, mit der Bestellung des Russen Jona zum neuen Metropoliten, vom Patriarchat in Konstantinopel nicht abhängige Wege ging. Im polnisch-litauischen Anteil der traditionellen Kiewer Metropolie amtierten von Konstantinopel beauftragte „Metropoliten von Kiew und Ganz Russland“ noch längere Zeit, so 1459 bis 1472 der Isidor-Schüler Gregorios, zuvor Abt des Demetriosklosters in Konstantinopel, und 1633–1647 Petro Mohyla.

## Isidor von Konstantinopel
Nach dem Fall Konstantinopels 1453 konnte Isidor, angeblich durch Kleidertausch, der Gefangennahme entkommen und nach Rom zurückkehren. Bereits 1451 war er von Papst Nikolaus zum Kardinalbischof von Sabina ernannt worden. Von 1451 bis 1457 fungierte er kirchenrechtlich zugleich als Administrator der russischen Metropolie. Papst Pius II. erhob ihn 1459/60 zum lateinischen Erzbischof von Korfu und Negroponte sowie als Nachfolger des Gregor III. Mammas zum griechisch-katholischen (Exil-)Patriarchen von Konstantinopel (nicht zu verwechseln mit den lateinischen Patriarchen gleichen Titels). Isidor starb am 23. April 1463. Im eroberten Konstantinopel hatten die Türken bereits ab Gennadios Scholarios (im Amt 1454 bis 1456) Gegner der Union von Florenz als Ökumenische Patriarchen eingesetzt. Gesamtkirchlich gesehen, verlosch die von Isidor geförderte Union in den Jahren 1470 bis 1500.

## Werke
- Giovanni Mercati: Scritti d’Isidore il Cardinale Ruteno, e codici a lui appartenuti che si conservano nella biblioteca apostolica Vaticana (Studi e Testi 46) (Studi e Testi 46). BAV, Rom 1926.
- Otto Kresten: Eine Sammlung von Konzilsakten aus dem Besitze des Kardinals Isidors von Kiew (Österreichische Akademie der Wissenschaften, Philosophisch-Historische Klasse. Denkschriften, Band 123). Wien 1976.
- Oliver Jens Schmitt: Kaiserrede und Zeitgeschichte im späten Byzanz. Ein Panegyrikos Isidors von Kiev aus dem Jahre 1429. In: Jahrbuch der Österreichischen Byzantinistik 48 (1998) 209-242.
- Luigi Silvano: Per l’epistolario di Isidoro di Kiev (II): la lettera al Doge Francesco Foscari dell’8 luglio 1453. In: Orientalia Christiana Periodica 84 (2018) 99–132.